# بلشویزاسیون

نشان‌واره کنگره جهانی کمینترن

بلشویزاسیون روندی بود که از اواسط دهه ۱۹۲۰ آغاز شد و در آن کمینترن کثرت‌گرا و احزاب کمونیست تشکیل دهنده آن به‌طور فزاینده ای تحت فشار کرملین در مسکو برای پیروی از مارکسیسم–لنینیسم قرار گرفتند. کمینترن به ابزاری برای سیاست خارجی شوروی تبدیل شد. این سیاست خودمختاری را به نفع حمایت از اتحاد جماهیر شوروی و سیاست خارجی آن کم‌اهمیت جلوه می‌داد.
در طی پنجمین کنگره کمینترن در سال ۱۹۲۴، بلشوییزاسیون اصل کلی شد. کنگره ششم در سال ۱۹۲۸ در حالیکه کمینترن تصمیم گرفت سرمایه‌داری به مراحل آخر خود برسد، چرخشی بنیادین به خود گرفت. کمتر از جنگ‌های آزادی ملی در مناطق استعماری، به‌ویژه پس از فروپاشی کمینترن در چین، کمتر بود.
در حزب کمونیست ایتالیا، آنتونیو گرامشی پیشگام ترویج بلشویزه شد. در پراگ، این کلمنت گوتوالد بود که با به عهده گرفتن مسئولیت بلشویزاسیون در حزب کمونیست چکسلواکی به قدرت رسید.

## برای مطالعهٔ بیشتر
- بیتس، توماس آر. "آنتونیو گرامشی و بولشوییزاسیون PCI". مجله تاریخ معاصر 11.2 (1976): 115-131. برخط
- Degras , J. ed.بین‌الملل کمونیست ۱۹۱۹–۱۹۴۳، اسناد: جلد اول، ۱۹۱۹–۱۹۲۲؛ جلد دوم، ۱۹۲۳–۱۹۲۸؛ جلد سوم، ۱۹۲۹–۱۹۴۳ به ویژه جلد 2 (1971)
- پونز، سیلویو و استیون ا. اسمیت، چاپ. تاریخ کمبریج تاریخ کمونیسم: جلد ۱ (۲۰۱۷)
- مهارت، H. گوردون. "گوتوالد و بولشوییزاسیون حزب کمونیست چکسلواکی (۱۹۲۹–۱۹۲۹)". اسلاوی آمریکا و بررسی اروپای شرقی ۲۰.4 (1961): ۶۴۱–۶۵۵.